# Diary of a Camper
Diary of a Camper es un cortometraje de 1996 creado por United Ranger Films, por aquel entonces una subdivisión del popular grupo de jugadores, o clan, conocido como Rangers. Fue realizado empleando el videojuego de id Software de 1996 Quake, y distribuido por Internet como un fichero de demo no interactivo; el vídeo es considerado el primer ejemplo de machinima: el arte de usar entornos virtuales tridimensionales en tiempo real, a menudo motores de videojuego, para crear películas animadas. La historia se centra en un camper, un término peyorativo para referirse al jugador que espera en una posición estratégica en lugar de buscar activamente el combate, que se encuentra con cinco miembros del clan Rangers en un deathmatch, un tipo de videojuego multijugador cuya meta es matar tantos oponentes como sea posible.
Aunque los jugadores habían grabado previamente segmentos del devenir del juego, normalmente eran deathmatches o speedruns, intentos de completar un mapa tan rápido como fuese posible. Diary of a Camper fue el primer demo que contenía una narración con un diálogo, en lugar de contener sólo el transcurso de una partida. Los críticos están de acuerdo en que la obra en sí misma es primitiva, pero también en su importancia como la primera que empleaba los videojuegos como forma de realizar películas.

## Sinopsis
La película transcurre por completo en el mapa de Quake DM6 («The Dark Zone»). Tras asegurar aparentemente el mapa DM5 («The cistern») y explorar un poco la nueva zona, los Rangers se encuentran y deciden enviar a dos miembros, Sphinx y Pyoveli, a explorar una habitación superior. Poco después de que se teleportasen a la nueva habitación, el camper que es esperaba allí mata a ambos, como se confirma en los mensajes textuales que aparecen en la pantalla. Los tres Rangers restantes — ColdSun, ArchV y un miembro no identificado — se dan cuenta de lo ocurrido a sus compañeros y disparan desde la distancia, matando al camper. Tras examinar los restos de su enemigo lo identifican como John Romero.

## Precedentes y nuevas posibilidades
Diary of a Camper está creado a partir de la posibilidad de grabar el transcurso del juego, característica que apareció por primera vez en el videojuego de 1993 de id Software Doom. Empleando esta funcionalidad, los jugadores podían grabar los acontecimientos del juego y más tarde volverlos a ver en tiempo real empleando el motor del juego para representarlos, pues lo que se grababan eran los eventos del juego en el lenguaje del juego, y no un vídeo al uso. El sucesor de Doom, Quake, ofreció nuevas posibilidades tanto para el juego como para la personalización, preservando al mismo tiempo la posibilidad de grabar juegos. En el libro Machinima, Kelland, Morris y Lloyd constataron que los juegos multijugador cobraron mucha popularidad y que los ficheros de partidas grabadas empezaron a grabarse, distribuirse y estudiarse. Paul Marino, director ejecutivo de la Academy of Machinima Arts & Sciences (AMAS), emplea una analogía diferente: «Los jugadores emepezaron a grabar partidas deathmatch con un sentido más cinematográfico [...] el punto de vista del jugador pasó a ser el punto de vista del director».
Cuando los Rangers distribuyeron Diary of a Camper el 26 de octubre de 1996, ya eran muy conocidos por sus habilidades como jugadores y para programar modificaciones del juego. Realizada un mes después del lanzamiento de la versión comercial completa de Quake, su nueva demo sorprendió a la comunidad Quake al darle un enfoque diferente. Contenía la acción y la sangre de las demos anteriores, pero en el contexto de una historia simple en lugar del deathmatch habitual. Como muchas de sus predecesoras, la demo se grabó en el modo deathmatch de Quake jugando en red, pero «marcó la transición de la práctica de un deporte a la realización de películas. Los jugadores se movían como actores, escribiendo sus diálogos en texto plano» Henry Lowood de la Universidad de Stanford declaró que «Diary of a Camper rompe con las idea de demo como la grabación de una partida» porque la perspectiva del espectador es independiente «de la de cualquier otro jugador/actor; la película no se 'graba' en primera persona». Lowood llamó a la película una «transformación de juego competitivo a una pequeña obra teatral», enfatizando la inclusión de referencias al juego, como el camper.
Antes de Diary of a camper, Uwe Girlich, un candidato a doctorado alemán, había documentado el formato de fichero de Quake, en el que «las coordenadas del jugador y de la cámara pueden ser diferentes». Añadió que la «para gente con mucho tiempo libre, Quake puede reemplazar a un sistema de modelado 3D completo». Sin embargo, los Rangers desarrollaron Diary of a Camper antes de que se publicara cualquier tipo de software para editar demos; el miembro del clan Eric «ArchV» Fowler creó sus propias herramientas para cambiar la posición de la cámara y empalmar el metraje grabado. Así como en todas las producciones de United Ranger Films, Heath "ColdSun" Brown escribió el guion y Matt "Unknown Soldier" Van Sickler fue el director. En las notas de publicación, Brown reconoce a los miembros del clan Chris "Sphinx" Birke y Mute por ayudar a Fowler con el «movie packaging».
Diary of a camper y las películas que inspiró recibieron el nombre de «películas de Quake»; el término machinima no se acuñaría hasta 1998, en respuesta al incremento del uso de otros motores de juego. Por tanto, al principio hubo una cierta reticencia a considerar retroactivamente Diary of a camper como la primera obra machinima; un artículo de Machinima.com de enero de 2000 empezaba con, «es bastante difícil señalar el primer machinima: cosas como los speedruns de Doom, el material de Stunt Island y la demoscene compiten por el título. Sin embargo es mucho más fácil identificar la primera pieza realizada en un motor tridimensional: Diary of a camper». Sin embargo, después de que más tarde AMAS definiese el machinima como la «realización de películas animadas en un entorno virtual 3-D», comentaristas, como Marino y Lowood, lo señalaron claramente como la primera obra machinima.

## Recepción
A pesar de la importancia de Diary of a camper como pionera del machinima, se ha criticado el contenido del vídeo. Marino dijo que el argumento era «simple». De forma similar, Kelland, Morris, y Lloyd dijeron que «no había demasiada historia». y Lowood escribió que «el argumento ofrece poco más que una breve secuencia de bromas internas», Roger Matthews llamó, en la Quake Movie Library «no mucho más que un deathmatch con una cámara». En Psyk's Popcorn Jungle, Paul Coates escribió sin rodeos, «esta película es aburrida. No es muy interesante». Stephen Lum de The Cineplez dijo que la película contenía «humor extraño».
Aunque los críticos de películas de Quake encontraron defectos en Diary of a camper, mencionaron aspectos positivos, incluyendo la novedad de la obra; sin embargo, las puntuaciones finales variaron. Matthews escribió que «el trabajo con la cámara es muy bueno y nunca visto antes», y Lum le dio a la película «un perfecto 10 por Innovación Originalidad porque empezó la locura de las Quake Movies». De las principales webs de películas de Quake, sólo The Cinelex le dio a Diary una buena puntuación, 7.5 sobre 10. Matthews y Coates lo puntuaron con 20% sobre 100% y 2 de 10, respectivamente. Más tarde, Coates actualizó su review, diciendo, «siento que reaccioné desmesuradamente ante el hecho de que Diary of a camper fuese antigua. Es la primera película de Quake DE LA HISTORIA. Tengo que dar reconocimiento masivo a los Rangers por ella... pero, para los criterios actuales, la puntuación parece adecuada».
A causa de su importancia, Diary of a camper continúa mostrándose en presentaciones de machinima. En un 2005 la película se proyectó en la universidad de Stanford junto a otras obras machinima, como Red vs. blue. De forma similar, el Australian Centre for the Moving Image la incluyó en una exhibición machinima que acabó el 16 de julio de 2006.